# Eucladoceros
Az Eucladoceros az emlősök (Mammalia) osztályának párosujjú patások (Artiodactyla) rendjébe, ezen belül a szarvasfélék (Cervidae) családjába és a szarvasformák (Cervinae) alcsaládjába tartozó fosszilis nem.

## Előfordulása
Az első Eucladoceros maradványt 1841-ben a firenzei Filippo Nesti természettudós fedezte fel. Filippo Nesti a firenzei Természettudományi Múzeum (Museo di Storia Naturale di Firenze) igazgatója is. A felfedezett maradvány az E. dicranios fajhoz tartozik. A legősibb Eucladoceros Kína területén élt a korai pliocén korszakban. Az Eucladoceros-fajok Európában és Kínában a korai pleisztocén idején voltak a legelterjedtebbek.
Az európai maradványok nem a legjobb minőségűek. Gyanítják, hogy körülbelül 12 fajuk létezett e kontinensen, de eddig hivatalosan csak 2-3 fajt ismernek el. A többi lehet, hogy szinonimája az elfogadott fajoknak.
A 3 elfogadott faj elterjedési területe és helyzete:
- Eucladoceros dicranios - Olaszország, Anglia és az Azovi-tenger környéke.
- Eucladoceros ctenoides - Görögország, Olaszország, Franciaország, Spanyolország, Hollandia és Anglia.
- Eucladoceros teguliensis - Franciaország, Hollandia és Anglia. Ennek a fajnak egyesek az E. senezensis szinonimát adják. Az E. teguliensist néha az E. ctenoides alfajának tekintik, mivel Franciaországban, Ceyssaguet mellett olyan maradványokat fedeztek, amelyek a két faj közti átmenetet mutatják.

Néhány töredékes kövület előkerült Tádzsikisztánban, Pakisztánban és Indiában.
Egyéb fajok, amelyeknek rendszertani besorolása még vitatott:
- E. boulei (Boule, 1928; késő pliocén - korai pleisztocén, Kína)
- E. dichotomus (Teilhard de Chardin & Piveteau; lehet, hogy nem tartozik az Eucladoceros nembe; korai pleisztocén)
- E. proboulei (Dong Wey; korai pliocén, Kína)
- E. senezensis (Charles Depéret, 1910; lehet, hogy az E. ctenoides szinoimája; Franciaország)
- E tetraceros (Sir Wm. Boyd Dawkins, 1878; lehet, hogy az E. ctenoides szinoimája; korai pleisztocén, Franciaország).

## Megjelenése
Az állat nagy testű szarvasféle volt. Hossza elérte a 2,5 métert, marmagassága körülbelül 1,8 méter lehetett, így kicsivel alacsonyabb volt a mai jávorszarvasnál. Agancsa jó „ágas” volt, mindkét hatalmas főágon 12-12 kis ág ült; az agancsfesztávolsága 1,7 méter volt.
Az Eucladoceros legjellegzetesebb ismertetője a fésűszerű agancsa volt, főleg az E. ctenoides esetében. Az E. dicranios a legfejlettebb faj volt e nemből. Ennek a állatnak minden kis ág vége kettéágazott. Az Eucladoceros-nem az olyan szarvasfélék közé tartozik, amelyeknek elsőként volt nagy méretű agancsa. A koponya alakja és a fogazata azért ősi vonású, mint a ma is élő számbárszarvasé.

## Képek

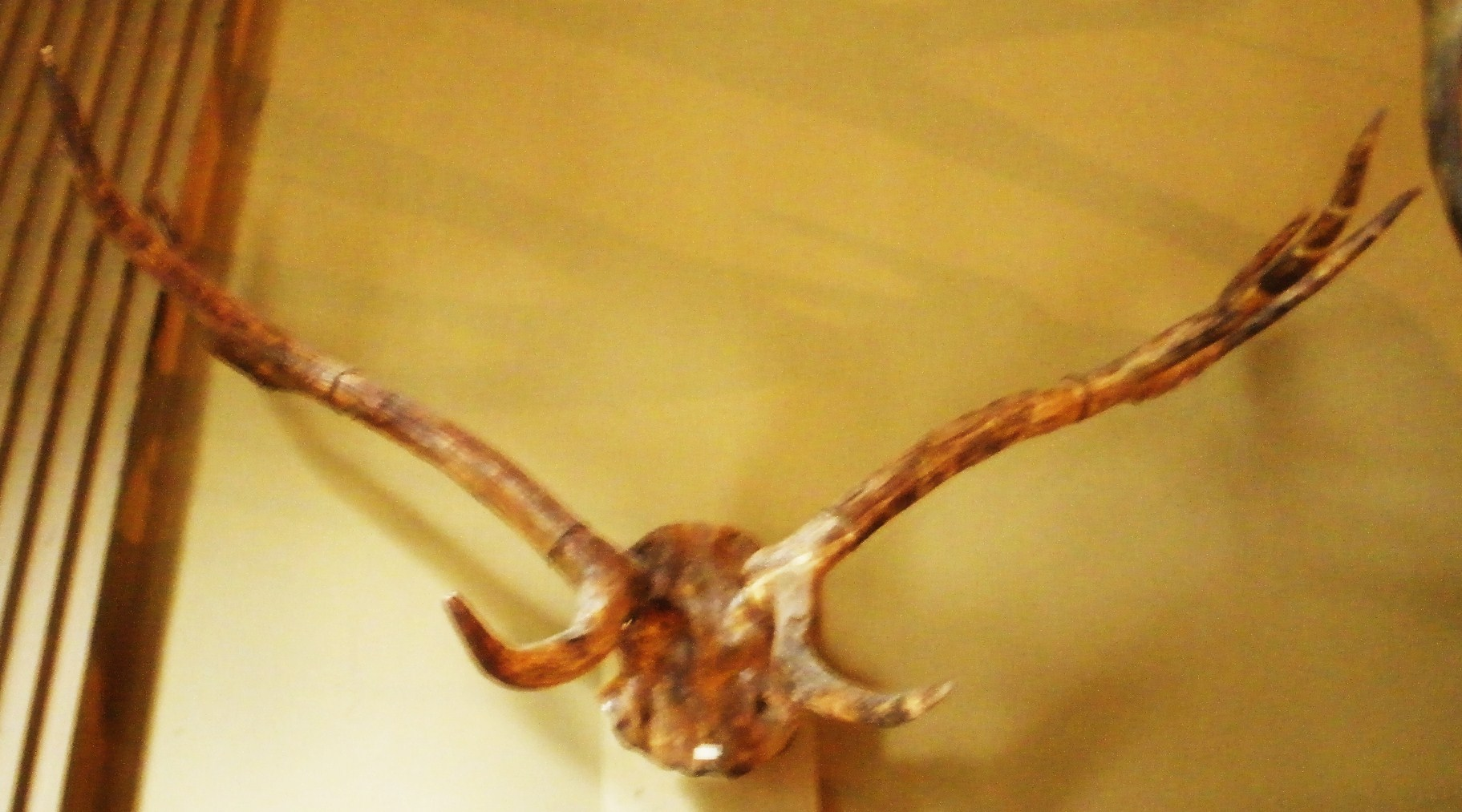
Eucladoceros tegulensis agancs
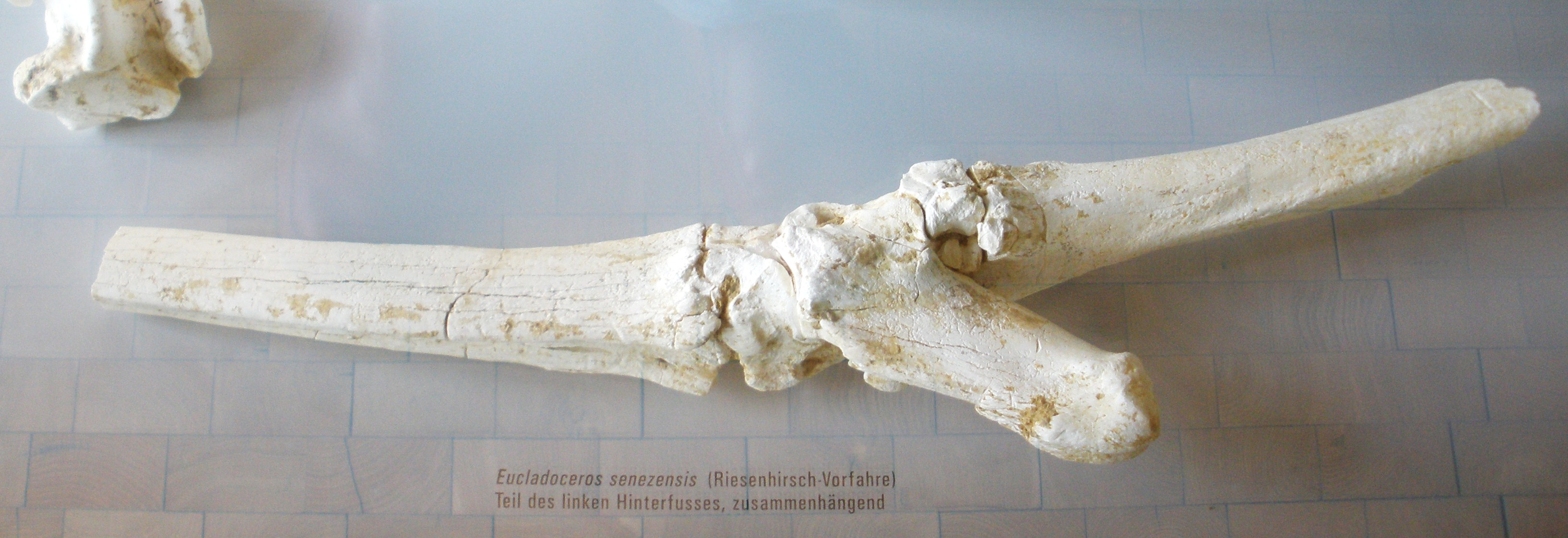
Eucladoceros senezensis maradvány
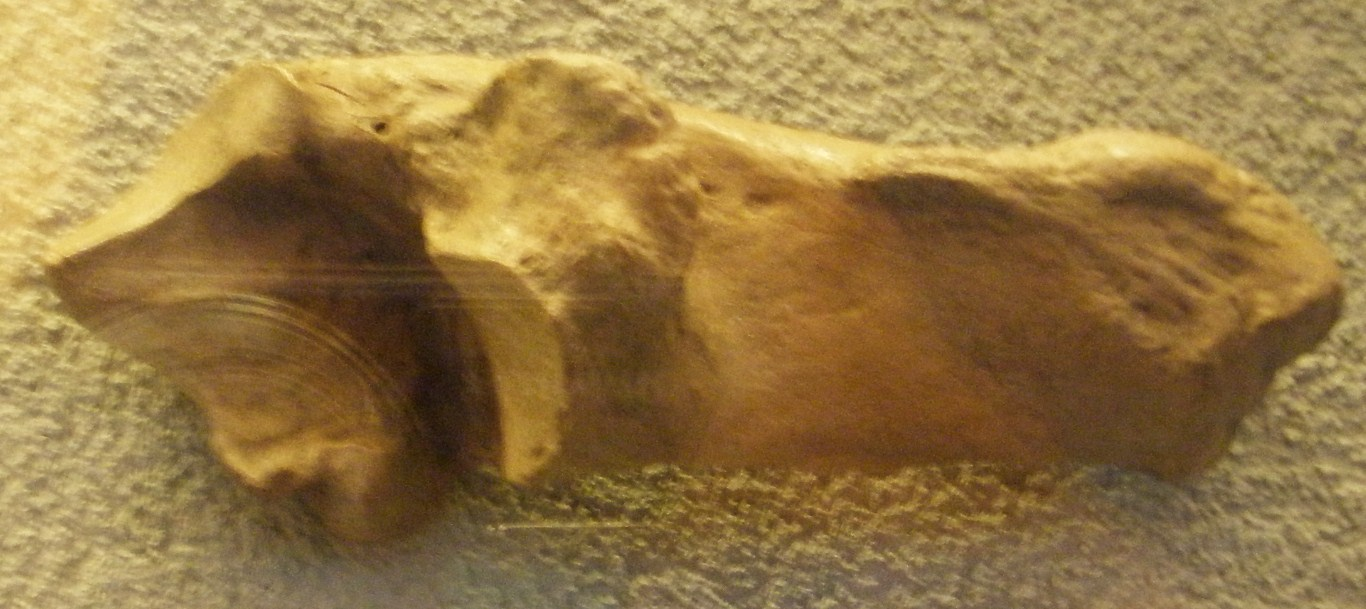
Eucladoceros ctenoides sarokcsont

### Fordítás
- Ez a szócikk részben vagy egészben  az   Eucladoceros című angol Wikipédia-szócikk ezen változatának fordításán alapul.  Az eredeti cikk szerkesztőit annak laptörténete sorolja fel. Ez a jelzés csupán a megfogalmazás eredetét és a szerzői jogokat jelzi, nem szolgál a cikkben szereplő információk forrásmegjelöléseként.